# Mes fantaisies
Mes fantaisies è il primo album discografico in studio della cantante francese Shy'm, pubblicato nel 2006.

## Tracce
1. Shy'm – 3:39
2. Femme de couleur – 3:36
3. Ta Lady – 4:01
4. Sur les dancefloors – 3:42
5. Oublie-moi – 3:03
6. Pour vous – 3:27
7. Le Blues de toi (Gilbert Montagné cover) – 4:12
8. Mes fantaisies – 3:48
9. T'es parti – 3:30
10. Tu comprendras – 3:43
11. Rêves d'enfants – 3:51
12. Victoire – 3:47
13. Femme de couleur (Remix) (feat. Neïman) – 3:55
14. Victoire (Remix) – 3:28

## Classifiche
- Syndicat national de l'édition phonographique - #6[1]